# 邦聯議會 (美國)
邦聯議會或邦联国会（英語：Congress of the Confederation）是美利坚合众国于1781年3月1日至1789年3月4日间的统治机构，具有一院制立法和行政的功能，由各个州立法机构任命的代表组成，每个州有一个投票权，前身为第二届大陆会议，根据1781年的《邦联条例》设立。会议地点包括宾夕法尼亚州费城的独立厅、马里兰州议会大厦、纽约市华尔街联邦厅。根据《美国宪法》，邦聯議會於1789年由美国国会继承。